# Lista Słoweńców w polskiej lidze żużlowej
Zawodnicy ze Słowenii w lidze żużlowej w Polsce
Uwaga! Niektórzy z zawodników mimo podpisanych umów nie wystąpili w żadnym oficjalnym meczu ligowym swoich drużyn.
(nazwiska w kolejności alfabetycznej) - stan na 2025 rok
| Nazwisko                   | Klub                         | Rok       |
| -------------------------- | ---------------------------- | --------- |
| Aleksander Conda, ur. 1990 | KSM Krosno                   | 2009      |
| Aleksander Conda, ur. 1990 | Speedway Miszkolc            | 2010      |
| Aleksander Conda, ur. 1990 | KSM Krosno                   | 2011      |
|                            |                              |           |
| Matija Duh, ur. 1989       | KSM Krosno                   | 2008      |
| Matija Duh, ur. 1989       | Orzeł Łódź                   | 2009      |
| Matija Duh, ur. 1989       | Ostrovia Ostrów Wielkopolski | 2010      |
|                            |                              |           |
| Matej Ferjan, ur. 1977     | GKM Grudziądz                | 1998–1999 |
| Matej Ferjan, ur. 1977     | ZKŻ Zielona Góra             | 2000      |
| Matej Ferjan, ur. 1977     | Włókniarz Częstochowa        | 2001      |
| Matej Ferjan, ur. 1977     | TŻ Opole                     | 2002      |
| Matej Ferjan, ur. 1977     | KM Ostrów Wielkopolski       | 2003–2004 |
| Matej Ferjan, ur. 1977     | KSŻ Krosno                   | 2005      |
| Matej Ferjan, ur. 1977     | KM Ostrów Wielkopolski       | 2006      |
| Matej Ferjan, ur. 1977     | Stal Gorzów Wielkopolski     | 2007–2008 |
| Matej Ferjan, ur. 1977     | GTŻ Grudziądz                | 2009      |
| Matej Ferjan, ur. 1977     | Start Gniezno                | 2010      |
| Matej Ferjan, ur. 1977     | Stal Rzeszów                 | 2011      |
|                            |                              |           |
| Maks Gregoric, ur. 1985    | KSM Krosno                   | 2008      |
| Maks Gregoric, ur. 1985    | Kolejarz Rawicz              | 2009      |
| Maks Gregoric, ur. 1985    | Ostrovia Ostrów Wielkopolski | 2010      |
|                            |                              |           |
| Anže Grmek, ur. 2005       | Stal Rzeszów                 | 2023-2025 |
|                            |                              |           |
| Matic Ivačič, ur. 1993     | Polonia Bydgoszcz            | 2018-2020 |
| Matic Ivačič, ur. 1993     | Wölfe Wittstock              | 2021      |
| Matic Ivačič, ur. 1993     | Polonia Piła                 | 2022      |
| Matic Ivačič, ur. 1993     | Unia Tarnów                  | 2023-2024 |
| Matic Ivačič, ur. 1993     | Wanda Kraków                 | 2025      |
|                            |                              |           |
| Jernej Kolenko, ur. 1982   | TŻ Lublin                    | 2001      |
| Jernej Kolenko, ur. 1982   | Kolejarz Rawicz              | 2006–2008 |
|                            |                              |           |
| Samo Kukovica              | Speedway Miszkolc            | 2010      |
|                            |                              |           |
| Izak Šantej, ur. 1973      | Śląsk Świętochłowice         | 1998–2001 |
| Izak Šantej, ur. 1973      | Wanda Kraków                 | 2002      |
| Izak Šantej, ur. 1973      | PSŻ Poznań                   | 2007      |
| Izak Šantej, ur. 1973      | KSM Krosno                   | 2008      |
|                            |                              |           |
| Nick Škorja, ur. 1998      | Wilki Krosno                 | 2019      |
| Nick Škorja, ur. 1998      | AC Landshut                  | 2021      |
| Nick Škorja, ur. 1998      | Kolejarz Rawicz              | 2022      |
|                            |                              |           |
| Denis Štojs, ur. 1978      | Speedway Miszkolc            | 2006      |
| Denis Štojs, ur. 1978      | Speedway Polonia Piła        | 2010      |
|                            |                              |           |
| Matej Žagar, ur. 1983      | Włókniarz Częstochowa        | 2006      |
| Matej Žagar, ur. 1983      | KS Toruń                     | 2007      |
| Matej Žagar, ur. 1983      | Stal Rzeszów                 | 2008      |
| Matej Žagar, ur. 1983      | Stal Gorzów                  | 2009–2012 |
| Matej Žagar, ur. 1983      | Start Gniezno                | 2013      |
| Matej Žagar, ur. 1983      | Stal Gorzów                  | 2014–2016 |
| Matej Žagar, ur. 1983      | Włókniarz Częstochowa        | 2017–2019 |
| Matej Žagar, ur. 1983      | Motor Lublin                 | 2020      |
| Matej Žagar, ur. 1983      | Falubaz Zielona Góra         | 2021      |
| Matej Žagar, ur. 1983      | Polonia Bydgoszcz            | 2022      |
| Matej Žagar, ur. 1983      | ROW Rybnik                   | 2023      |
| Matej Žagar, ur. 1983      | Unia Tarnów                  | 2025      |